# Testosterone (film)
Testosterone je americko-argentinský hraný film z roku 2003, který režíroval David Moreton. Film byl natočen podle stejnojmenného románu amerického spisovatele Jamese Roberta Bakera vyprávějící příběh Američana, který v Argentině hledá svého bývalého milence.

## Děj
Dean Seagrave žije v Los Angeles a jako autor komiksů je celkem úspěšný. Jeho agentka Louise ho tlačí do nové knihy. Dean se však místo práce na nové knize rozhodně odletět do Buenos Aires, aby našel svého milence Pabla, který jednou odešel z domova pro cigarety a poté zmizel. Při pátrání se seznámí s dívkou Sofií, která pracuje v kavárně naproti domu Pablových rodičů a s Marcosem, který byl Pablův milenec. Když Pabla najde, zjistí, že vztahy mezi všemi zúčastněnými jsou mnohem komplikovanější.

## Obsazení
| David Sutcliffe    | Dean Seagrave   |
| Celina Font        | Sofia           |
| Antonio Sabàto     | Pablo Alesandro |
| Jennifer Coolidge  | Louise          |
| Leonardo Brzezicki | Marcos          |
| Sonia Braga        | Pablova matka   |
| Dario Dukah        | Guillermo       |
| Jennifer Elise Cox | Sharon          |
| Davenia McFadden   | Marnie          |
| Ezequiel Abeijón   | Rogelio         |